# Fariza
Fariza település Spanyolországban,  Zamora tartományban. Fariza Torregamones, Argañín, Luelmo, Bermillo de Sayago, Muga de Sayago, Villar del Buey és Miranda do Douro községekkel határos. Lakosainak száma 496 fő (2024).

## Népesség
A település népessége az utóbbi években az alábbiak szerint változott:
| Lakosok száma | 727  | 689  | 678  | 646  | 601  | 581  | 529  | 506  | 487  | 496  |
|               | 2001 | 2004 | 2007 | 2009 | 2012 | 2014 | 2017 | 2019 | 2022 | 2024 |